# 日本一ふつうで美味しい植野食堂 by dancyu
『日本一ふつうで美味しい植野食堂 by dancyu』（にっぽんいちふつうでおいしいうえのしょくどう バイ ダンチュー）は、BSフジで2020年10月5日にスタートした料理番組。

## 概要
雑誌「dancyu」の編集長・植野広生が「自らの店『植野食堂』をオープンする」目標を叶えるべく、大衆食堂で自慢の一品料理の作り方を習う。
レクチャーを受ける合間には、植野がその店の成り立ちや苦労話などを聞き出す様子も流れる。
店主が作った料理と植野が作った料理を食べ比べることで、巧拙がはっきり分かり、「プロの技」の秘訣がわかる趣向となっている。本編終了後、家庭用カセットコンロを用いた調理方法のおさらいがある。
レクチャー前には、エプロンの紐を締める様子と共に植野がひとことダジャレを発する。さらに料理を教わったあと、植野が店主に対し「『植野食堂』のお品書きに加えてよろしいでしょうか？」と店主に尋ねるのがお決まりとなっている。初回放送から2021年3月19日までは、番組冒頭に店舗近くの神社にお参りをするシーンが必ず挿入された。2021年4月5日からは番組冒頭にレクチャーを受ける店とは別の飲食店や雑貨品店、名所などに寄り道するシーンが挿入される。
2021年4月21日からは、水曜企画・植野食堂 定休日として、料理以外にモノづくりに満ちた料理道具や食べ方、食べ比べなどを扱う。
2021年4月43日と2021年6月4日からの金曜日は、「あの店のあのメニュー」と題して、番組ホームページで募集した視聴者おすすめの店のメニューを習いに行く。この企画の冒頭では、近隣店舗や通行人に店について聞き込みをするシーンが挿入される。
2021年4月5日から4月8日は「お料理で旅気分」と題してご当地グルメを習う。また、放送100回に達する週である2021年7月12日から7月16日は、「あの店のあのメニュー特別編」と題して、BSフジの番組MC推薦の店に習いに行く。
2022年4月4日からは、毎週月曜日から金曜日の18:00 - 18:30に変わり、10月5日からは水・木・金の同時間に変わる。
第375回から植野の肩書が「元「dancyu」編集長」となり番組タイトルからも 「by dancyu」が外されている。

## 出演者
食堂店主見習い
- 植野広生（「dancyu」編集長、初期はナレーションも兼任）

ナレーション
- 佐野瑞樹（フジテレビアナウンサー）…#43-47
- 林家つる子…#126-

## 主なメニュー（放送リスト）
- 定休日も含む

### 2020年
| 回数 | 放送日   | 料理名               | 食堂名             | お品書き言葉                           |
| ---- | -------- | -------------------- | ------------------ | -------------------------------------- |
| 1    | 10月05日 | 豚のしょうが焼き     | 御飯家             | やさしくて、深い                       |
| 2    | 10月06日 | サバの味噌煮         | 魚力               | 骨まで愛して                           |
| 3    | 10月07日 | ナポリタン           | さぼうる           | みんな仲良し                           |
| 4    | 10月08日 | ポテトサラダ         | ぽこい             | 世界一の味わい                         |
| 5    | 10月09日 | 麻婆豆腐             | 龍の子             | 寸止めの美味                           |
| 6    | 10月13日 | ハンバーグ           | 洋食バル ウルトラ  | 焼き切る旨さ!                          |
| 7    | 10月14日 | アジフライ           | ポンチ軒           | ふっくら、しあわせ                     |
| 8    | 10月15日 | おにぎり             | ぼんご             | 世界が笑顔になる                       |
| 9    | 10月16日 | なすみそ             | 美松               | 野菜の力が立っている                   |
| 10   | 10月19日 | 回鍋肉               | 龍朋               | 鍋が回る、心が踊る、真心が香る         |
| 11   | 10月22日 | オムライス           | グリルグランド     | 時を重ねたまろやかな味わい             |
| 12   | 10月23日 | ハムカツ             | かね将             | 厚さ3ミリの幸福                        |
| 13   | 10月26日 | からあげ             | 鳥藤               | 百十年の伝統と進化                     |
| 14   | 10月27日 | 鮭塩焼き             | あん梅             | 天日と炭火の力                         |
| 15   | 10月28日 | ロールキャベツ       | アカシア           | 世代と愛を巻いています                 |
| 16   | 10月29日 | 和えもの             | さそう             | 素敵な笑顔を呼ぶ                       |
| 17   | 10月30日 | 焼きそば             | 東京焼き麺スタンド | 愛と覚悟のトルネード                   |
| 18   | 11月09日 | おでん               | 尾張家             | だしと気持ちを継ぎ足して               |
| 19   | 11月10日 | さば塩焼き           | かどた             | 丁寧にやさしく焼き上げる               |
| 20   | 11月11日 | カニクリームコロッケ | 新川 津々井        | 真心と家族愛が詰まってます             |
| 21   | 11月12日 | 卵焼き               | 銀座菊正           | いつか認められたい! お母さん待っててね |
| 22   | 11月13日 | 炒飯                 | 大吉               | パラリ、しっとり                       |
| 23   | 11月23日 | カツ煮               | 小田保             | 肉とだしが活力に                       |
| 24   | 11月24日 | ぶり大根             | 三漁洞             | 手間と気持ちが染みてます               |
| 25   | 11月25日 | 肉豆腐               | 水口食堂           | 食堂の滋味ここにあり!                  |
| 26   | 11月26日 | 豚汁                 | のもと家           | まろやかに深く 溶ける                  |
| 27   | 11月27日 | ギョーザ             | 赤坂眠眠           | すこしょだけどたっぷり旨い             |
| 28   | 12月07日 | 肉野菜炒め           | ぼたん             | 世代をつなぐスピーディーな美味         |
| 29   | 12月08日 | たまごサンド         | みやざわ           | 銀座の良心、日本の原点                 |
| 30   | 12月09日 | チキン南蛮           | ひむか             | ふわっと、しつとり 本物の味            |
| 31   | 12月10日 | ピーマン肉詰め       | 鳥茂               | 肉と技と時と想いが、詰まってる         |
| 32   | 12月11日 | 春巻き               | 泰興楼             | 偉大なるシンプル                       |
| 33   | 12月21日 | 煮卵                 | 松ばや             | むいてカイカン!たべてカンゲキ!         |
| 34   | 12月22日 | チャーシュー         | とんかつ八千代     | 足して、引いて、トロッと旨い!          |
| 35   | 12月23日 | マカロニサラダ       | もつ焼きウッチャン | 全部正解。でも、これが正解。           |
| 36   | 12月24日 | 肉じゃが             | 三亀               | だしと甘味としあわせを含ませて         |
| 37   | 12月25日 | あじの南蛮漬け       | 神田新八           | 日本酒のために漬かっている             |

### 2021年
| 回数 | 放送日   | 料理名                                         | 食堂名                                        | お品書き言葉                                  |
| ---- | -------- | ---------------------------------------------- | --------------------------------------------- | --------------------------------------------- |
| 38   | 01月11日 | レバにら炒め                                   | 萬福                                          | タレと気配りに包まれて                        |
| 39   | 01月12日 | かきフライ                                     | 三州屋                                        | 生と揚の間、一番旨いとこ                      |
| 40   | 01月13日 | お好み焼き                                     | 津久井                                        | サクッとしっとり、手作りの味                  |
| 41   | 01月14日 | メンチカツ                                     | ビアライゼ'98                                 | 伝統の味、ビールのための味わい                |
| 42   | 01月15日 | 親子丼                                         | 鳥つね自然洞                                  | タテに美味しい卵料理                          |
| 43   | 01月25日 | もつ煮込み                                     | 鳥勝                                          | 吞んべえの極楽切符                            |
| 44   | 01月26日 | ビーフシチュー                                 | 芳味亭                                        | 時をかける重みと、手間をかける軽やかさ        |
| 45   | 01月27日 | きんぴらごぼう                                 | おそうざい煎餅もんじゃさとう                  | いつもそばにおいてほしい味わい                |
| 46   | 01月28日 | よだれ鶏                                       | JASMINE                                       | しっとり旨い魔法の味わい                      |
| 47   | 01月29日 | 中華風カレーライス                             | 北京亭                                        | みんなに愛される笑顔の一皿                    |
| 48   | 02月08日 | ポークソテー                                   | キッチンマカベ                                | 進化を続ける日常のごちそう                    |
| 49   | 02月09日 | ミートソーススパゲティ                         | 大越                                          | やさしくて、強くて、深い                      |
| 50   | 02月10日 | かれいの煮つけ                                 | 多け乃                                        | 世界に愛される上質な甘辛旨!                   |
| 51   | 02月11日 | 五目焼きビーフン                               | ビーフン東                                    | 余計なものがない、足りないものもない          |
| 52   | 02月12日 | かき揚げ丼                                     | 天房                                          | 同じ旨さを出し続ける素晴らしさ                |
| 53   | 03月01日 | 豚の角煮                                       | ふじむら                                      | 脂身のカイカン!                               |
| 54   | 03月02日 | 青菜炒め                                       | 老酒舗                                        | 野菜の力、火の力                              |
| 55   | 03月03日 | 肉じゃがコロッケ                               | 藤八                                          | 心安らぐしあわせつまみ                        |
| 56   | 03月04日 | 野菜サラダ                                     | 煉瓦亭                                        | 歴史の重みとドレッシングの軽やかさと          |
| 57   | 03月05日 | 天津飯                                         | 来々軒                                        | ふんわりトルネード                            |
| 58   | 03月15日 | ハムエッグ                                     | とんかつみのや                                | やさしさと真心がのった一皿                    |
| 59   | 03月16日 | 中華風春雨サラダ                               | 小田原屋                                      | 時と深みを重ねる町の美味                      |
| 60   | 03月17日 | 串揚げ                                         | 串徳                                          | 手間を揚げる、心も上がる                      |
| 61   | 03月18日 | 五目うま煮                                     | 水新菜館                                      | 忍耐とスピードの滋味                          |
| 62   | 03月19日 | フルーツサンド                                 | 果実園リーベル                                | 果物とクリームとパンが一心同体                |
| 63   | 04月05日 | 中津唐揚げ（大分）                             | もり山                                        | 薄衣の気品とニンニクだれの気迫                |
| 64   | 04月06日 | サンマーメン（神奈川）                         | 玉泉亭                                        | シャキシャきとやさしさが合体                  |
| 65   | 04月07日 | バラ焼き（青森）                               | 十和田八戸丸                                  | 青森の景色が見える深い甘味                    |
| 66   | 04月08日 | お好み焼き（広島）                             | 秀                                            | ふっくらキャベツの広島プライド                |
| 67   | 04月19日 | 和風ハンバーグ                                 | モンブラン                                    | 愛をまるめて、気持ちを焼きます。              |
| 68   | 04月20日 | マカロニグラタン                               | ブルドック                                    | ベシャメル自由自在                            |
| 69   | 04月21日 | かっぱ橋道具街でマイ包丁探し                   | かっぱ橋道具街でマイ包丁探し                  | かっぱ橋道具街でマイ包丁探し                  |
| 70   | 04月22日 | 深川めし                                       | 深川宿                                        | 加減とタイミングの絶妙                        |
| 71   | 04月23日 | ミックスピザ                                   | トニーズピザ                                  | チーズと愛がたっぷり                          |
| 72   | 05月03日 | のり弁当                                       | 根津松本                                      | 最強のバランス                                |
| 73   | 05月04日 | ワンタン                                       | 喜楽                                          | みんなここに帰ってくる                        |
| 74   | 05月05日 | かっぱ橋道具街でマイ中華鍋探し                 | かっぱ橋道具街でマイ中華鍋探し                | かっぱ橋道具街でマイ中華鍋探し                |
| 75   | 05月06日 | オムレツ                                       | 小春軒                                        | 時と技を重ねた一皿                            |
| 76   | 05月07日 | 肉団子                                         | Jiubar                                        | 甘、酸、辛が軽やかに立ち上がる                |
| 77   | 05月17日 | ポテトサラダ                                   | 笄軒（こうがいけん）                          | なめらかな女王の気品                          |
| 78   | 05月18日 | 魯肉飯                                         | 香味                                          | 香り、脂、ご飯。仲良し                        |
| 79   | 05月19日 | 養鶏場「春夏秋冬」で卵かけご飯                 | 養鶏場「春夏秋冬」で卵かけご飯                | 養鶏場「春夏秋冬」で卵かけご飯                |
| 80   | 05月20日 | 皿うどん                                       | 長崎街道                                      | まろやかな甘みが沁みる                        |
| 81   | 05月31日 | ポークジンジャー                               | レストランサカキ                              | フレンチをまとった京橋洋食                    |
| 82   | 06月01日 | トマトと玉子炒め                               | 珍珍（ゼンゼン）                              | 味もつくり方もやさしい!!                      |
| 83   | 06月02日 | おうちキャンプ飯・イタリアン編                 | おうちキャンプ飯・イタリアン編                | おうちキャンプ飯・イタリアン編                |
| 84   | 06月03日 | 海鮮ねぎチヂミ                                 | チョンギワ本館                                | オモにの優しさが薫る                          |
| 85   | 06月04日 | ハムカツ                                       | レストランばーく                              | 大胆に、丁寧に                                |
| 86   | 06月14日 | 豚肉の唐揚げ                                   | ことぶき食堂                                  | 元気と笑顔の源                                |
| 87   | 06月15日 | おからサラダ                                   | 西荻もがめ食堂                                | 素直なおいしさ!                               |
| 88   | 06月16日 | おうちキャンプ飯・フレンチ編                   | おうちキャンプ飯・フレンチ編                  | おうちキャンプ飯・フレンチ編                  |
| 89   | 06月17日 | チキンカレー                                   | すぱいす                                      | 真心がすっと薫る                              |
| 90   | 06月18日 | 生野菜                                         | スタミナ苑                                    | 店の思いはここにもあり!                       |
| 91   | 06月28日 | しゅうまい                                     | 幸軒（さいわいけん）                          | 肉と幸せが詰まってる                          |
| 92   | 06月29日 | 卵の天ぷら                                     | てんぷら 阿部                                 | 濃い旨味がとろけ出す                          |
| 93   | 06月30日 | おうちキャンプ飯・中華編                       | おうちキャンプ飯・中華編                      | おうちキャンプ飯・中華編                      |
| 94   | 07月01日 | まぐろメンチ                                   | おさかな食堂                                  | 無駄なく旨い!                                 |
| 95   | 07月02日 | 納豆ご飯                                       | ふーみん                                      | おいしさと、やさしさがのっている              |
| 96   | 07月12日 | ナポリタン（推薦：反町理）                     | センターグリル                                | じっくりしっとり。みんな大好き!               |
| 97   | 07月13日 | えびの春巻き（推薦：中川家剛）                 | 広味坊                                        | 軽やかなカ・イ・カ・ン!                       |
| 98   | 07月14日 | オムライス（推薦：小山薫堂）                   | MARU'S BAR                                    | みんなここに帰ってくる!                       |
| 99   | 07月15日 | レバにら炒め（推薦：潮田玲子）                 | 食事処とんき                                  | まさに最強!最高!                              |
| 100  | 07月16日 | 欧風カレー（推薦：岡田圭右）                   | オーベルジーヌ                                | 深い甘みに溺れたい!                           |
| 101  | 07月26日 | 豚肉のしょうが焼き                             | 菱田屋                                        | 当たり前の素晴らしさ。理想の味。              |
| 102  | 07月27日 | 肉豆腐                                         | 尾張屋豆腐店                                  | 昔ながらの町の美味                            |
| 103  | 07月28日 | 餃子食べ歩き 植野おススメ絶品餃子              | 餃子食べ歩き 植野おススメ絶品餃子             | 餃子食べ歩き 植野おススメ絶品餃子             |
| 104  | 07月29日 | ピザトースト                                   | DEN                                           | 本音の味。正直な一皿。                        |
| 105  | 07月30日 | チャーハン                                     | 昇龍                                          | 米がおいしい しっとり系                       |
| 106  | 08月09日 | ゴーヤチャンプルー                             | やなわらバー                                  | 沖縄ソウル!                                   |
| 107  | 08月10日 | 手羽焼き                                       | 竹松鶏店                                      | 時とタレが染みてます                          |
| 108  | 08月11日 | ポテトサラダ食べ歩き 植野おすすめ絶品ポテサラ  | ポテトサラダ食べ歩き 植野おすすめ絶品ポテサラ | ポテトサラダ食べ歩き 植野おすすめ絶品ポテサラ |
| 109  | 08月12日 | ひじきの煮つけ、切り干し大根                   | きさらぎ亭                                    | 変わらない味、守り続ける味                    |
| 110  | 08月13日 | 鶏肉のしょうが焼き                             | 丸重                                          | "適当"の素晴らしさ                            |
| 111  | 08月23日 | 金目鯛の煮つけ                                 | 福田屋                                        | 魚のプロの家庭の味                            |
| 112  | 08月24日 | 月島もんじゃ                                   | はざま                                        | なつかしくて、深い                            |
| 113  | 08月25日 | れんこんのはさみ揚げ                           | Little Chef                                   | 軽やかなボリューム                            |
| 114  | 08月26日 | 空心菜のにんにく炒め                           | にんにくや                                    | 軽快な香りを味わう                            |
| 115  | 08月27日 | ハンバーグ                                     | レストランシン                                | "チームシン"の真心                            |
| 116  | 09月06日 | たらこスパゲティ                               | ピッティ                                      | 昭和な味、健在!                               |
| 117  | 09月07日 | きくらげ卵炒め                                 | 啓ちゃん                                      | 強くて優しい先輩のような…                     |
| 118  | 09月08日 | 東京湾の真蛸釣り                               | 東京湾の真蛸釣り                              | 東京湾の真蛸釣り                              |
| 119  | 09月09日 | イワシの竜田揚げ                               | 蒲重蒲鉾店                                    | 香りも味も気分もアゲアゲ                      |
| 120  | 09月10日 | エビチャプスイ                                 | 寶華園                                        | ケチャップ香るみんなの味                      |
| 121  | 09月20日 | ホットケーキ                                   | 珈琲天国                                      | ふわっとパラダイス                            |
| 122  | 09月21日 | 漬物                                           | 栄屋食料品店                                  | 家族の時も漬かってます                        |
| 123  | 09月22日 | アンテナショップでお買物 北海道・高知県編      | アンテナショップでお買物 北海道・高知県編     | アンテナショップでお買物 北海道・高知県編     |
| 124  | 09月23日 | いなり寿司                                     | 榛名屋                                        | 家族のやさしさ、沁みてます                    |
| 125  | 09月24日 | ナポリタン                                     | いたりあ小僧                                  | みんなが支える地元の味                        |
| 126  | 10月11日 | 唐揚げ                                         | 野方食堂                                      | 原風景が見える味、ただいま!                   |
| 127  | 10月12日 | さんまの炊き込みご飯                           | とりいち                                      | 三味一体、サンマ一体                          |
| 131  | 10月13日 | スーパーマーケットby富士ガーデン/オオゼキ      | スーパーマーケットby富士ガーデン/オオゼキ     | スーパーマーケットby富士ガーデン/オオゼキ     |
| 132  | 10月14日 | だし巻き                                       | 大衆割烹すみれ                                | 旨味と心を巻いてます                          |
| 133  | 10月15日 | 照り焼きチキン（推薦：彦摩呂）                 | ポんタダイニング                              | 五十年のやさしさ                              |
| 134  | 10月25日 | にら玉                                         | 遠州屋高尾                                    | 新しい引き算の正解                            |
| 135  | 10月26日 | 大学芋                                         | ねぎし丸昇                                    | 両親の甘味                                    |
| 136  | 10月27日 | 鶏そぼろ丼                                     | 信濃屋                                        | しっとりと甘辛くなつかしい                    |
| 137  | 10月28日 | 筑前煮                                         | 船堀食堂 百味屋                               | ありがたい家庭の味                            |
| 138  | 10月29日 | 豚からし焼肉                                   | キッチンABC                                   | 鮮烈なお口の思い出                            |
| 139  | 11月09日 | 牛肉の煮込み                                   | 食堂もり川                                    | やさしさに包まれる                            |
| 140  | 11月10日 | 茶碗蒸し                                       | 鼎                                            | シンプルの美学                                |
| 141  | 11月11日 | おにぎり                                       | 蒲田屋                                        | 美味しさと可能性は無限                        |
| 142  | 11月22日 | カツサンド                                     | 洋食50BAN                                     | 味も想いもボリューミー                        |
| 143  | 11月23日 | ソース焼きそば                                 | 梅林                                          | しあわせの香り                                |
| 144  | 11月24日 | ときわ食堂の歴史                               | ときわ食堂の歴史                              | ときわ食堂の歴史                              |
| 145  | 11月25日 | 切り昆布の炒め煮&がんもの厚揚げ煮              | ゆきみさけ                                    | 旨味と甘味の正解                              |
| 143  | 11月26日 | サーモンフライ                                 | かつれつ四谷たけだ                            | ふわざくと余熱の美学                          |
| 146  | 12月06日 | 豚肉とキャベツの重ね煮                         | 酒房 高井                                     | 時と愛を重ねて                                |
| 147  | 12月07日 | ハムカツコロッケ                               | 分店なかむら食堂                              | しあわせな加減                                |
| 148  | 12月08日 | かぼちゃの煮つけ                               | 里の宿                                        | 母を継ぐやさしい甘さ                          |
| 149  | 12月09日 | チキンライス                                   | 洋食入舟                                      | 当たり前の凄さ                                |
| 150  | 12月10日 | タルト・ポムフィーヌ（推薦：アグネス・チャン） | レストラン アラジン                           | ちゃんとした味 素晴らしき味                   |
| 151  | 12月20日 | 半熟煮卵                                       | バードコート                                  | まろやかで深い口福                            |
| 152  | 12月21日 | チーズハンバーグ                               | ニューグローリー                              | みんな仲良し!                                 |
| 153  | 12月22日 | おでんの大根                                   | 新橋かま田                                    | 手間の先に美味がある                          |
| 154  | 12月23日 | チャーシュー                                   | 中華マツマル                                  | 脂と肉のハーモニー三変化                      |
| 155  | 12月24日 | キーマカレー                                   | モクバザ                                      | 香り高きソウル!                               |

### 2022年
| 回数 | 放送日                  | 料理名                         | 食堂名                   | お品書き言葉                    |
| ---- | ----------------------- | ------------------------------ | ------------------------ | ------------------------------- |
| 156  | 01月17日                | きんぴらごぼう                 | 赤坂まるしげ             | みんな仲良し!                   |
| 157  | 01月18日                | 麻婆茄子                       | 歓迎（ホアンヨン）本店   | なすのエッジが立っている。      |
| 158  | 01月19日                | 白菜漬け                       | 坂東善三商店             | 野菜もごはんも人も喜ぶ          |
| 159  | 01月20日                | ステーキ                       | カタヤマ                 | 肉好きのやさしい味方            |
| 160  | 01月21日                | ニクシチ                       | 食事処 志野              | 自然な旨さ 毎日食べたい         |
| 161  | 01月24日                | 季節のおひたし                 | 樽見                     | だしが季節をまとめます          |
| 162  | 01月25日                | スパゲテイサラダ               | 浜松屋食堂               | 当たり前のありがたさ            |
| 163  | 01月26日                | 青椒肉絲                       | 随園別館                 | 心を込める旨味                  |
| 164  | 01月27日                | カレーうどん                   | 竹や                     | まろやかにまとまります          |
| 165  | 01月28日                | シューマイ（推薦：石倉三郎）   | 手作りの店 さかい        | やさしさを包み込む              |
| 166  | 02月07日                | 肉野菜炒め                     | 山田屋                   | シャキシャキの快感              |
| 167  | 02月08日                | ピラフ                         | 珈琲 西武                | やさしさと塩味の絶妙            |
| 167  | 02月09日                | ブリの照り焼き                 | 魚玉                     | 鮨職人の心意気                  |
| 168  | 02月10日                | 高知旅①                        | 高知旅①                  | 高知旅①                         |
| 169  | 02月11日                | 高知旅②                        | 高知旅②                  | 高知旅②                         |
| 170  | 02月21日                | ローストビーフ                 | 洋食屋 喜平              | 甘じょっぱい しあわせ           |
| 171  | 02月22日                | ヤリイカ煮                     | 第二力酒造               | 甘味が旨味                      |
| 172  | 02月23日                | 高知旅③                        | 高知旅③                  | 高知旅③                         |
| 173  | 02月24日                | 五目そば                       | ゑちごや                 | 素晴らしき、いい加減            |
| 174  | 02月25日                | キャベツサラダ                 | 中華風食堂HANA           | おだやかな美味                  |
| 176  | 03月07日                | ささみチーズから揚げ           | 鳥越まめぞ               | かろやか まろやか               |
| 177  | 03月08日                | 油揚げの南蛮ねぎ味噌焼き       | カド                     | 茶色は正義                      |
| 178  | 03月09日                | 手羽先揚げ                     | 銀閣                     | 甘 辛 香の旨さ!                 |
| 179  | 03月10日                | ジャーマンポテト               | ジェーエスレネップhanare | 玉ねぎがいい仕事!               |
| 180  | 03月11日                | 豚肉味噌焼き                   | 利休庵                   | 香り高き快感                    |
| 181  | 03月21日                | 鮭バター焼き                   | しゃけ小島               | みんな大好きな旨味              |
| 182  | 03月22日                | ねぎぬた                       | 鳥もと                   | まろやかでパワフル!             |
| 183  | 03月23日                | かにクリームコロッケ           | 関口亭                   | 上品な甘味の快感                |
| 184  | 03月24日                | いか天                         | 一亀                     | 濃厚な旨味とだしで、呑める!     |
| 185  | 03月25日                | 生のりとかきのマカロニグラタン | ドイーニョケンタローネ   | ワインと仲良し 濃厚な美味しさ   |
| 186  | 04月04日                | ねぎチャーシュー               | 市民酒場 常盤木          | 万能美味                        |
| 187  | 04月05日                | 五目炒飯                       | 菜来軒                   | シンプルで楽しい美味しさ        |
| 188  | 04月06日                | 牛肉豆腐                       | やきとん千登利           | 手間と気配りの旨さ              |
| 189  | 04月07日                | 卵焼き                         | 常盤仙食堂               | お人柄が表れるやさしい旨さ      |
| 190  | 04月08日                | そばかき揚げ                   | 田堀                     | がんばっただけ、美味しくなる    |
| 191  | 04月18日                | とりかつ                       | とりかつCHIKEN           | 茶色は正義                      |
| 192  | 04月19日                | スコッチエッグ                 | 洋食小林                 | たまごが主役!                   |
| 193  | 04月20日                | 昆布佃煮                       | 小松屋                   | ご飯が喜ぶ                      |
| 194  | 04月21日                | 麻婆丼                         | 上海食堂 陳民            | 香りとやさしさがのっています    |
| 195  | 05月09日                | 揚げパン                       | みはるや                 | さく、ふわ、のしあわせ          |
| 196  | 05月10日                | あさりの酒蒸し                 | 貝料理専門はまぐり       | 澄んだ海の味                    |
| 197  | 05月11日                | 揚げギョーザ                   | 山水楼                   | 甘味、酸味と手間の一皿          |
| 198  | 05月12日                | かつお節ごはん                 | かつお食堂               | かつお愛の結晶                  |
| 199  | 05月13日                | れんこんと明太餅の揚げだし     | 上野れんこん             | シャキッ、ホクッのやさしい快感  |
| 200  | 05月23日                | 塩焼きそば                     | 威風つかさ               | 麺の香りと食感。快感。          |
| 201  | 05月24日                | 冷やし中華                     | 中華料理あさひ           | キリっと粋な味                  |
| 202  | 05月25日                | タンメン                       | 玉屋                     | 素晴らしき昭和の味              |
| 203  | 05月26日                | あさりのトマトソーススパゲティ | 魚河岸トミーナ           | 市場の深味                      |
| 204  | 05月27日                | danchu祭                       | danchu祭                 | danchu祭                        |
| 205  | 06月06日                | うずら豆の甘煮                 | 手づくり惣菜 なかむら    | なつかしの甘旨                  |
| 206  | 06月07日                | かしわ焼き                     | 酒場きんぼし             | シンプル、最強!ヨロシク!        |
| 207  | 06月08日                | あじのなめろう                 | 鯵家                     | 濃いめが旨い!                   |
| 208  | 06月09日                | ナムル                         | 韓灯                     | 野菜の元気。美味。              |
| 209  | 06月10日                | チキンボール                   | 鳥大                     | 笑顔になる小さいやつ            |
| 210  | 06月20日                | 肉そば                         | 山形田                   | 澄み切った力強さ                |
| 211  | 06月22日                | もやし炒め                     | お好み焼き剛毅           | シャキ旨の極み                  |
| 212  | 06月23日                | メンチカツ                     | キッチン ミキ            | やさしく強いみんなの味方        |
| 213  | 06月24日                | レバヤサイ                     | 蜂の子                   | 良心の美味                      |
| 214  | 07月04日                | 八宝菜                         | 三藤菜館                 | スピードの極味                  |
| 215  | 07月05日                | 酢の物                         | 魚貝三昧 彬              | 加減の妙                        |
| 216  | 07月06日                | さつま揚げ                     | 吟吟                     | フワっとカリっと酒の大親友      |
| 217  | 07月07日                | ポークジンジャー               | 洋食工房ヒロ             | やわらかくそそり立つ            |
| 218  | 07月08日 代替：07月27日 | ささ身ときゅうりの胡麻和え     | 泪橋                     | 甘味は旨味                      |
| 219  | 07月18日                | スタミナ丼                     | 肉屋食堂 たけうち        | やさしい甘辛パワー              |
| 220  | 07月19日                | 浅漬けキムチ                   | 炭火焼肉 矢つぐ          | フレッシュなカイカン!           |
| 221  | 07月21日                | タコライス                     | 草花木果                 | ミックスの魅惑                  |
| 222  | 07月22日                | きゅうりにんにくしょう油漬け   | たん焼 忍                | キュッと辛旨!                   |
| 223  | 08月01日                | こんにゃくとしらす炒め         | 池林房                   | 素晴らしき昭和な味              |
| 224  | 08月04日                | 焼きカレー                     | ストーン                 | カレーを超えた一皿              |
| 225  | 08月03日                | たこ焼き                       | 銀座ふくよし 赤坂店      | やさしさの結晶                  |
| 226  | 08月04日                | 豆苗炒め                       | 山東                     | 軽快美味                        |
| 227  | 08月15日                | 白和え                         | 有いち                   | 真心の良味                      |
| 228  | 08月16日                | ドリア                         | 仏蘭西屋                 | 和と洋が溶け合う!               |
| 229  | 08月17日                | ビーフカツ                     | 洋食や シェ・ノブ        | ソースの深味                    |
| 230  | 08月18日                | プルコギ                       | 韓国家庭料理ハレルヤ     | 甘辛がじわじわ旨くなる          |
| 231  | 08月19日                | わさびめし                     | つず久                   | 辛さの向こうに味がある          |
| 232  | 08月29日                | 茄子辛子炒め                   | 中華カド                 | 絶妙な"適当"                    |
| 233  | 08月30日                | おにぎり                       | 築地 丸豊                | 季節の幸をふわっと包む          |
| 234  | 08月31日                | 揚げだし豆腐                   | ちょうちん               | だしの旨みでしあわせ!           |
| 235  | 09月01日                | キムチチャーハン               | 壇太                     | 丁寧な香ばしさ                  |
| 236  | 09月02日                | 魚の野菜あんかけ               | 結わえる                 | 上質なあんに包まれて            |
| 237  | 09月12日                | からあげ                       | 居酒屋HANA               | うま味がふくよか                |
| 238  | 09月14日                | 肉巻き生姜                     | LA MEISON DU 一升 VIN    | ホクッと香る                    |
| 239  | 09月15日                | フライドポテト                 | かまびす                 | ざっくりが旨い!                 |
| 240  | 09月16日 18:15 - 18:35  | レバカツ                       | レバーランド             | 手間をかけ、串を回して旨くなる! |
| 241  | 09月26日                | 鶏のつみれ                     | 件                       | 清らかな味わい                  |
| 242  | 09月27日                | コロッケ                       | 肴や味泉                 | ほっこりクリーミィ              |
| 243  | 09月28日                | そば打ち                       | 江戸蕎麦ほそ川           | -                               |
| 244  | 09月29日                | ハンバーグ                     | ジジ＆ババ               | 小さなステーキが集合            |
| 245  | 09月30日                | ミッキーライス                 | ミッキー飯店             | 旨味と辛みが丁度いい!           |
| 246  | 10月06日                | しらすねぎオムレツ             | よしろう                 | ふっくらと、しっとりと          |
| 247  | 10月13日                | あじフライ                     | 酒屋 新屋敷              | これぞアジの味わい              |
| 248  | 10月20日                | 対馬・魚旅①                    | 対馬・魚旅①              | 対馬・魚旅①                     |
| 249  | 10月27日                | 対馬・魚旅②                    | 対馬・魚旅②              | 対馬・魚旅②                     |
| 250  | 111月4日                | なすのチーズ焼き               | さいとう屋               | 素直な味わい、丁寧な美味しさ    |
| 251  | 11月10日                | ヒレのしょうが焼き             | グリル ビクトリヤ        | バランスの妙                    |
| 252  | 11月18日                | 和歌山篇①                      | 和歌山篇①                | 和歌山篇①                       |
| 253  | 11月24日                | 和歌山篇②                      | 和歌山篇②                | 和歌山篇②                       |
| 254  | 12月1日                 | かき鍋                         | 蔦八                     | 食べるコタツ                    |
| 255  | 12月7日                 | 里芋から揚げ                   | サクラマス食堂           | 手間の美味しさ                  |
| 256  | 12月15日                | ウインナーピーマン炒め         | 魚滝                     | シンプル上等!                   |
| 257  | 12月22日                | カレーあんかけチャーハン       | 上海菜館                 | 重ね着の味わい                  |

### 2023年
| 回数 | 放送日   | 料理名                           | 食堂                    | お品書き言葉                               |
| ---- | -------- | -------------------------------- | ----------------------- | ------------------------------------------ |
| 258  | 01月05日 | ステーキハンバーグ               | 目白旬香亭              | ステーキより肉!                            |
| 259  | 01月12日 | ちくわサラダ                     | 熊本バル うせがたん     | さく、ふわ天国!                            |
| 260  | 01月19日 | ロールキャベツ                   | 珈穂音                  | 手間の味の極み                             |
| 261  | 01月26日 | 酔来丼                           | 酔来軒                  | 混ぜると別世界の味わいに!                  |
| 262  | 02月02日 | 万願寺とうがらしとじゃこの炒り煮 | 酒房 蛮殻               | ぷりっと、しっとりと。                     |
| 263  | 02月09日 | 鍋焼きうどん                     | 三国一                  | しなやかに澄んだ美味しさ                   |
| 264  | 02月16日 | サイコロステーキ                 | バンボリーナ            | 白飯を呼ぶ!                                |
| 265  | 02月23日 | 松浪焼き                         | 松浪                    | アサリの旨味!                              |
| 266  | 03月02日 | 切干大根じゃこ煮                 | 食堂 ユの木             | 心に沁みる加減の極み                       |
| 267  | 03月09日 | はんぺんチーズフライ             | 居酒屋 関所             | みんな大好き!サクッフワットロッ!           |
| 268  | 03月16日 | 広島旅①                          | 広島旅①                 | 広島旅①                                    |
| 269  | 03月23日 | 広島旅②                          | 広島旅②                 | 広島旅②                                    |
| 270  | 03月30日 | カレーチャーハン                 | 雲仙楼                  | 辛味と甘味の旨味                           |
| 271  | 04月06日 | チャーハン                       | 中華 珍満               | シンプル ザ・チャーハン                    |
| 272  | 04月13日 | 豚重                             | 魚貞                    | 香りと甘味の切れ味!                        |
| 273  | 04月21日 | めかじきバター焼き               | 正味亭 尾和             | 昭和の香りとパワー!                        |
| 274  | 04月28日 | とりみそ                         | 三陽                    | 味噌と甘みとネギの辛味と愛嬌と             |
| 275  | 05月05日 | さばの煮つけ                     | 丸一食堂                | 時を重ねる甘辛                             |
| 276  | 05月12日 | 肉豆腐                           | 大黒屋                  | また来ます!と言いたくなる味                |
| 277  | 05月19日 | シューマイ                       | 您好                    | かみしめるほどに旨い!                      |
| 278  | 05月26日 | ハムカツ                         | キッチン大正軒          | やさしさに包まれて…                        |
| 279  | 06月02日 | カツ丼                           | 中華・洋食 やよい       | 美しい甘味                                 |
| 280  | 06月09日 | かた焼きそば                     | 楽楽                    | ふくよかな甘味                             |
| 281  | 06月16日 | 親子雑炊                         | 和もと                  | 清らかなだしの感動                         |
| 282  | 06月23日 | 肉だんご                         | 胡同三㐂                | 天使の食感                                 |
| 283  | 06月30日 | トマト卵炒め                     | シェフス                | 天使の食感                                 |
| 284  | 07月07日 | ヒレカツ                         | とんかつ藤芳 本店       | 旨味がふわりと香る                         |
| 285  | 07月14日 | がめ煮                           | 有薫酒造                | 食材の味が美味しく重なる                   |
| 286  | 07月21日 | 半田麺（南高梅と鳴門わかめ）     | 三献                    | 上品で深い心地良さ                         |
| 287  | 07月28日 | ラタトゥイユ                     | レストラン ラタトゥイユ | フランス版おふくろ料理                     |
| 288  | 08月04日 | ロースソテー                     | とんかつ すぎ田         | おかずにもつまみにも合う                   |
| 289  | 08月11日 | 厚揚げ・油揚げ                   | 豆魚菜 万さく           | 大豆の香りがふわりと広がる                 |
| 290  | 08月18日 | 油淋鶏                           | いろどり食堂            | 外はサクッと、中はジューシー               |
| 291  | 08月25日 | 海老揚げ団子                     | しも田                  | えびの芳ばしい香りとうま味が溢れる         |
| 292  | 09月01日 | 炊き込みご飯                     | 味農家                  | 香り豊かな秋を感じる一品                   |
| 293  | 09月08日 | 肉ごぼう巻き                     | 柳精肉店                | ごぼうとにんじんが肉の味を引き立てる       |
| 294  | 09月15日 | トルコライス                     | 中華食堂 かどや         | サクサクに揚げたとんかつとデミグラスソース |
| 295  | 09月22日 | 豚バラ肉のコンフィ               | ヨシダゴハン            | 香ばしく、甘辛く、ご飯が進む               |
| 296  | 09月29日 | あたりめ                         | 宝泉                    | 噛むほどにいかのうまみが広がる             |
| 297  | 10月06日 | 卯の花                           | おおの屋                | しっとりした懐かしい味わい                 |
| 298  | 10月13日 | シュークルート                   | ジョンティ              | キャベツの酸味が肉のうまみを引き立てる     |
| 299  | 10月20日 | 牛肉のスタミナ炒め               | よしの食堂              | 食欲をそそるにんにくの香り                 |
| 300  | 10月26日 | 放送300回記念SP 新潟旅           | 放送300回記念SP 新潟旅  | 放送300回記念SP 新潟旅                     |
| 301  | 11月03日 | ハンバーグ                       | 洋食UCHOUTEN            | 「世界一ごはんに合うハンバーグ」           |
| 302  | 11月10日 | みそチャーハン                   | 中華丸善                | みその香りがふわっと広がる                 |
| 303  | 11月17日 | トマトソースのガーリックチキン   | 食堂RINO                | 濃厚な肉の旨みと爽やかなトマトソースの酸味 |
| 304  | 11月24日 | 角煮                             | 四つ角飯店              | 肉の旨みがジュワっと押し寄せる             |
| 305  | 12月01日 | スパゲッティグラタン             | 伊勢周                  | みんな大好き!まろやかなコク                |
| 306  | 12月08日 | 生揚煮とがんも煮と栃尾揚煮       | あおき                  | 柔らかく ホッとする味わい                  |
| 307  | 12月15日 | 炒めうどん                       | 一福                    | しょう油の芳ばしさがお酒を進ませる         |
| 308  | 12月22日 | ハンバーグピラフ                 | 喫茶トロント            | 昭和の味、永遠の美味                       |

### 2024年
| 回数 | 放送日   | 料理名                                     | 食堂名                        | お品書き言葉                          |
| ---- | -------- | ------------------------------------------ | ----------------------------- | ------------------------------------- |
| 309  | 01月05日 | ボンボーヌ                                 | ITO                           | みんなに愛される万能洋食              |
| 310  | 01月12日 | 豚肉の塩にんにく鉄板焼き                   | みや古食堂                    | にんにくの香りとピリッとした辛み      |
| 311  | 01月19日 | 塩鶏鍋                                     | 鳥の小川                      | 酒のつまみの濃い旨味                  |
| 312  | 01月26日 | 揚げ餅                                     | ほていや                      | 味はやさしくて力もち                  |
| 313  | 02月02日 | ペスカトーレ                               | トラットリア 築地パラディーゾ | 貝の旨味が押し寄せる!                 |
| 314  | 02月09日 | エビクリームコロッケ                       | キッチン谷沢                  | 深い味わい、なのに軽やか              |
| 315  | 02月16日 | 厚揚げのうま煮                             | 中華料理安楽                  | まろやかな味わい                      |
| 316  | 02月23日 | アボカドの明太グラタン風                   | 寄港地                        | 酒を呼ぶ!まろやかなコク               |
| 317  | 03月01日 | 細巻き                                     | すし宗達                      | ひと口で幸せになる                    |
| 318  | 03月08日 | はまぐりバタヤキ                           | ほん多本家                    | 時の重みと加減の軽やかさと            |
| 319  | 03月15日 | えびセロリガーリック炒め                   | はりや                        | 酒が進む、鮮烈旨味                    |
| 320  | 03月27日 | 宇都宮旅①                                  | 宇都宮旅①                     | 宇都宮旅①                             |
| 321  | 03月28日 | 宇都宮旅②                                  | 宇都宮旅②                     | 宇都宮旅②                             |
| 322  | 04月01日 | 卵料理                                     | ラ フィナージュ               | 宇宙一の朝食!                         |
| 323  | 04月03日 | 豚そぼろおにぎり                           | おむすび てしま               | 外はしっかり、中はふんわり            |
| 324  | 04月08日 | ポテトフライ                               | オステリア コマチーナ         | シンプルの極味                        |
| 325  | 04月09日 | ニラそば                                   | 中華レストラン 三喜屋         | 甘辛ほろ苦が、じわじわ                |
| 326  | 04月15日 | ガパオライス                               | タイ東北モーラム酒店          | 絶妙な辛味とエスニックな香り          |
| 327  | 04月16日 | 五目きんぴら                               | 朝ごはん                      | 具沢山ので優しく沁みる味わい          |
| 328  | 04月22日 | マヨネーズサラダ                           | 中華・洋食かねだ              | シャキシャキ&まろやかの妙             |
| 329  | 04月23日 | 白菜のクリームグラタン                     | ODETTER                       | 心も身体も温まる一品                  |
| 330  | 04月29日 | 千葉①あじさんが焼き                        | 千葉①あじさんが焼き           | 千葉①あじさんが焼き                   |
| 331  | 04月30日 | 千葉②たけのこ                              | 千葉②たけのこ                 | 千葉②たけのこ                         |
| 332  | 05月07日 | 和風パスタ                                 | らすぷーる                    | どこか懐かしい香り                    |
| 333  | 05月08日 | トンテキ                                   | 食堂サビーズ                  | 厚切りの豚肉に山盛りの野菜            |
| 334  | 05月13日 | しょうが焼き                               | まるやま食堂                  | 白飯を呼ぶ!呼ぶ!呼ぶ!                 |
| 335  | 05月14日 | dancyu祭2024                               | dancyu祭2024                  | dancyu祭2024                          |
| 336  | 05月20日 | 豚しゃぶ                                   | カモンチ                      | 酒もごはんも心地良い!                 |
| 337  | 05月21日 | オムハヤシライス                           | いちばん星                    | ふわ、トロ、じわり!                   |
| 338  | 05月27日 | にら玉子とじ                               | いづみや                      | 酒と玉子は濃いめがいいね!             |
| 339  | 05月28日 | ゆで豚肉 にんにく特製だれ                  | 来集軒                        | 万能最強ダレ!                         |
| 340  | 06月03日 | ポーク焼きカツ                             | キッチンきく                  | 軽やかで、深い!                       |
| 341  | 06月04日 | えびチリ ふわふわ卵                        | 和チャイナ Roppongi           | 旨辛甘のやさしいバランス!             |
| 342  | 06月10日 | 大山どりの柔らかロースト                   | うみねこ食堂                  | しっとり、つややか                    |
| 343  | 06月12日 | 天津丼                                     | 勝楽                          | ふわっと、しあわせの味                |
| 344  | 06月17日 | トマトソースパスタ                         | オルランド                    | フレッシュな美味!                     |
| 345  | 06月18日 | 鉄板フレンチトースト                       | 自家焙煎珈琲みじんこ          | 美しいふわふわ!                       |
| 346  | 06月24日 | みそ汁                                     | 懐石小室                      | 加減の極み                            |
| 347  | 06月25日 | 鮭のムニエル                               | レストラン オックス           | 焼き切る美味しさ                      |
| 348  | 07月01日 | マーボー丼                                 | 七番                          | だしのような深い旨味が心地良い!       |
| 349  | 07月02日 | 豚バラ肉とピーマン焼き                     | こうだ                        | 軽やかで力強い味わい                  |
| 350  | 07月08日 | タワーかた焼きそば                         | 太陸                          | タワー!パワー!ウマー!                 |
| 351  | 07月10日 | レバー炒め                                 | きくよし食堂                  | ふわ、しゃき、の旨味                  |
| 352  | 07月15日 | とうもろこしのシューマイ                   | O2                            | 香りと甘味がふわりと立つ!             |
| 353  | 07月16日 | スタミナ弁当                               | ランチハウス北品川弁当        | ワーッ!と思わず叫ぶ!                  |
| 354  | 07月22日 | ねぎワンタン                               | 徒歩徒歩亭                    | ふわり、ツルリ、の美味                |
| 355  | 07月23日 | とうもろこしの冷製ポタージュ               | フルーツビストロ サブリエ     | 上質な甘味のエッセンス                |
| 356  | 07月29日 | ハンバーグ                                 | はしぐち亭                    | ふっくら、ジューシー!                 |
| 357  | 07月30日 | 舌平目のムニエル                           | フットレスト                  | ふっくらと、香り高く!                 |
| 358  | 08月05日 | 八宝菜                                     | 成喜                          | 軽妙鮮烈                              |
| 359  | 08月06日 | 炒り豆腐                                   | 越後屋                        | やさしい甘味と深い旨味                |
| 360  | 08月12日 | さばのマスタード パン粉焼き                | キッチン・ヌー                | 香り高く、風味豊か                    |
| 361  | 08月13日 | 牛肉と野菜のオイスターソース炒め           | 上海ブラッセリー              | シャキッと、深い味わい                |
| 362  | 08月19日 | 四川風冷やし中華                           | 四季ボウ坊                    | 甘辛涼のカイカン!                     |
| 363  | 08月20日 | コーンかき揚げ                             | 須賀乃湯                      | さくっ!ふわ!                          |
| 364  | 08月26日 | こはだ酢                                   | らんまん                      | 美しさは美味しさ                      |
| 365  | 08月28日 | 両面焼きそば                               | あぺたいと                    | 芳ばしさと深い旨味と                  |
| 366  | 09月02日 | あげ鶏となすの甘辛炒め                     | 中華料理 永新                 | 酒もメシも!甘辛パワー!                |
| 367  | 09月03日 | マカロニサラダ                             | もつ焼 たいじ                 | すべての酒に合う!                     |
| 368  | 09月09日 | さばのみそ煮                               | 手作り弁当・惣菜の店 おかずや | 愛情も煮詰めてます!                   |
| 369  | 09月10日 | 肉だんご                                   | 梅華                          | なつかしき不変の美味                  |
| 370  | 09月16日 | マグロの竜田揚げ                           | 310サトウ                     | 酒を呼ぶ!深い美味                     |
| 371  | 09月17日 | カレー味 酢玉ねぎと目玉焼きトースト        | メイカセブン                  | カリッとフワッと甘酢と香り!           |
| 372  | 09月23日 | 本わさび梅たたき                           | 北畔                          | 塩梅がいいね!                         |
| 373  | 09月24日 | オニオングラタンスープ                     | パプリカ                      | 深く おだやかな甘味が広がる!          |
| 374  | 09月30日 | ザンギ                                     | そうか食堂                    | サクッ、フワ、ジューシー。ツノが旨い! |
| 375  | 10月01日 | ねばねば丼・薬味たっぷりヅケ               | 游魚 和田丸                   | 魚の旨さを再発見!                     |
| 376  | 10月07日 | きのこクリームコロッケ                     | 洋食屋クメキッチン            | 軽やか、まろやか、幸福の味            |
| 377  | 10月08日 | かしわ天うどん                             | 谷や                          | 本物の香り、コシ。快感!               |
| 378  | 10月14日 | 鶏のカシューナッツ炒め                     | 光華亭                        | 醤味薫る、フレッシュな味わい          |
| 379  | 10月15日 | ポークピカタ                               | 京橋モルチェ                  | しっとり、ふわり、深い味。            |
| 380  | 10月21日 | 揚げたて淡路玉ねぎと紅しょうがのさつま揚げ | ひとひら                      | 甘みと香りで酒が進む!                 |
| 381  | 10月22日 | チキンドリア                               | キッチン水野                  | 静かに深く広がる旨味                  |
| 382  | 10月28日 | いわしフライ                               | 一膳めし屋 すずらん           | ふわり、ふっくら。丁寧な味わい        |
| 383  | 10月29日 | 肉みそオムレツ                             | 酒処ひよし                    | 辛味と甘味とまろやかと                |
| 384  | 11月04日 | バク肉                                     | 辰心食堂                      | バクハツ的に喰える!呑める!            |
| 385  | 11月05日 | 若鶏香味揚げ                               | 三祐酒場 八広                 | 世界中の酒に合う!                     |
| 386  | 11月11日 | 沖縄いかすみ焼きそば                       | かねまん大井店                | 黒味の中に旨味がある                  |
| 387  | 11月12日 | 肉うまにめし                               | 中国料理 辰善                 | 白飯と和むやさしい味わい              |
| 388  | 11月18日 | カキフライ                                 | シェット                      | ふっくら、海に詰まってる              |
| 389  | 11月19日 | ラザニア                                   | デリカッセンAnyway!           | イタリアを感じるやさしい味わい        |
| 390  | 11月25日 | マーボー豆腐                               | もくもく                      | つくり手が笑顔、食べ手が笑顔!         |
| 391  | 11月26日 | オムごはん                                 | 珈琲亭七つ森                  | 香りと甘味の未体験ハーモニー          |
| 392  | 12月02日 | メンチカツ                                 | 駅前酒場                      | じゅわっと香って…カンパーイ!          |
| 393  | 12月03日 | フィッシュ&チップス                        | アイリッシュパブ タラモア     | ふわり軽やか!ギネスください!          |
| 394  | 12月09日 | 卵チャーハン                               | 永楽                          | 塩味と“しとふわ”の絶妙                |
| 395  | 12月10日 | 栃尾油揚焼                                 | 初孫                          | 香りと甘味が酒を呼ぶねぇ              |
| 396  | 12月16日 | 水ギョーザ                                 | 華興                          | プリ プリッ! もちもちっ!              |
| 397  | 12月17日 | ナポリタン                                 | わいんぱぶ ためのぶ           | しあわせの赤い皿                      |
| 398  | 12月23日 | 総集編「茶色は正義」SP                     | 総集編「茶色は正義」SP        | 総集編「茶色は正義」SP                |

### 2025年
| 回数 | 放送日   | 料理名                                                                                  | 食堂名                                                                                  | お品書き言葉                                                                            |
| ---- | -------- | --------------------------------------------------------------------------------------- | --------------------------------------------------------------------------------------- | --------------------------------------------------------------------------------------- |
| 399  | 01月06日 | 豚みそ焼き                                                                              | おじゃが                                                                                | 軽やかに!香ばしく!                                                                      |
| 400  | 01月13日 | 放送400回記念!BS-TBS『町中華で飲ろうぜ』とコラボ!植野食堂に玉ちゃんがやってきた（前編） | 放送400回記念!BS-TBS『町中華で飲ろうぜ』とコラボ!植野食堂に玉ちゃんがやってきた（前編） | 放送400回記念!BS-TBS『町中華で飲ろうぜ』とコラボ!植野食堂に玉ちゃんがやってきた（前編） |
| 401  | 01月14日 | 放送400回記念!BS-TBS『町中華で飲ろうぜ』とコラボ!植野食堂に玉ちゃんがやってきた（後編） | 放送400回記念!BS-TBS『町中華で飲ろうぜ』とコラボ!植野食堂に玉ちゃんがやってきた（後編） | 放送400回記念!BS-TBS『町中華で飲ろうぜ』とコラボ!植野食堂に玉ちゃんがやってきた（後編） |
| 401  | 01月14日 | 無限かつお（推薦：玉袋筋太郎）                                                          |                                                                                         | 大胆&簡単 絶品!酒のつまみ                                                               |
| 402  | 01月20日 | いかめんち                                                                              | 居酒屋土紋                                                                              | スルメの旨味が押し寄せる                                                                |
| 403  | 01月21日 | いかと里芋の煮物                                                                        | 季節料理 小伝馬                                                                         | 食感が踊る!                                                                             |
| 404  | 01月27日 | CoCo壱社長と食いしん坊放談（前編）                                                      | CoCo壱社長と食いしん坊放談（前編）                                                      | CoCo壱社長と食いしん坊放談（前編）                                                      |
| 405  | 01月28日 | CoCo壱社長と食いしん坊放談（後編）                                                      | CoCo壱社長と食いしん坊放談（後編）                                                      | CoCo壱社長と食いしん坊放談（後編）                                                      |
| 405  | 01月28日 | きのこクリームオムカレー&スパイス枝豆                                                   | カレーハウスCoCo壱番屋                                                                  | 葛原社長直伝!                                                                           |
| 406  | 02月03日 | 豚ロースしょうが焼き                                                                    | 一番飯店                                                                                | シンプル・デ・ベスト!                                                                   |
| 407  | 02月04日 | とり皮煮込み                                                                            | 鳥長                                                                                    | まったり、とろり。うまいねぇ                                                            |
| 408  | 02月10日 | 親子煮                                                                                  | 能登治                                                                                  | だしと香りのハーモニー 酒が進む!                                                        |
| 409  | 02月11日 | 酢豚                                                                                    | 美華                                                                                    | 美しいバランスの妙!                                                                     |
| 410  | 02月17日 | ふろふき大根                                                                            | 福来鳥                                                                                  | 大根全開!                                                                               |
| 411  | 02月18日 | 豚汁                                                                                    | 豆福                                                                                    | だしの旨味。沁みる!                                                                     |
| 412  | 02月24日 | ナポリタン                                                                              | カヤシマ                                                                                | 炒め切る旨さ!                                                                           |
| 413  | 02月25日 | ソース五目炒飯                                                                          | 石の家                                                                                  | じわじわハマる香ばしさ!                                                                 |
| 414  | 03月03日 | とりハム                                                                                | 小料理実家ダイニング母娘げんか                                                          | しっとり、沁みる                                                                        |
| 415  | 03月04日 | 玉子入り焼きそば                                                                        | 大釜本店                                                                                | しっとりからむ下町の美味                                                                |
| 416  | 03月10日 | 鶏から揚げ                                                                              | 大衆酒蔵ふじ                                                                            | 無限に食える、ジューシー旨味                                                            |
| 417  | 03月11日 | ハヤシライス                                                                            | 洋食フジイ                                                                              | ビールを呼ぶ香ばしさ!                                                                   |
| 418  | 03月17日 | ハンバーグ                                                                              | 総集編                                                                                  | 総集編                                                                                  |
| 419  | 03月18日 | 牛ハラミのグリエ                                                                        | ラミティエ                                                                              | 本能の旨味、ビストロの美味                                                              |
| 420  | 03月24日 | 卵料理                                                                                  | 総集編                                                                                  | 総集編                                                                                  |
| 421  | 03月31日 | 「孤独のグルメ」原作者 久住昌之さんとハシゴ酒 前編                                      | 「孤独のグルメ」原作者 久住昌之さんとハシゴ酒 前編                                      | 「孤独のグルメ」原作者 久住昌之さんとハシゴ酒 前編                                      |
| 422  | 04月02日 | 「孤独のグルメ」原作者 久住昌之さんとハシゴ酒 後編                                      | 「孤独のグルメ」原作者 久住昌之さんとハシゴ酒 後編                                      | 「孤独のグルメ」原作者 久住昌之さんとハシゴ酒 後編                                      |
| 422  | 04月02日 | ごちそう納豆（推薦：久住昌之）                                                          |                                                                                         |                                                                                         |
| 423  | 04月07日 | 煮込み                                                                                  | 食事処 島村                                                                             | ほんのり甘くて、やさしくて                                                              |
| 424  | 04月08日 | タンドリーチキン                                                                        | マロロカバワン                                                                          | 軽い!深い!美味い!                                                                       |
| 425  | 04月14日 | アスパラとホタテの干し貝柱炒め                                                          | 瀧口酒家                                                                                | 山の鮮味と海の旨味                                                                      |
| 426  | 04月15日 | 新玉ねぎのすりながしと蛤の酒蒸し                                                        | 荒木町きんつぎ                                                                          | 甘味と旨味の極味                                                                        |
| 427  | 04月21日 | メヒカリの南蛮漬け                                                                      | 居酒屋 千草                                                                             | ほろりと酔える春                                                                        |
| 428  | 04月22日 | 春巻き                                                                                  | チャイニーズレストラン オトメ                                                           | サックサクとトロリの合体                                                                |
| 429  | 04月28日 | 生のりのポテトサラダ                                                                    | 二毛作&                                                                                 | 香りと甘味がふわりと浮き立つ                                                            |
| 430  | 05月05日 | 鎌倉・湘南で春が旬の海の幸 食べ尽くし旅 前編                                            | 鎌倉・湘南で春が旬の海の幸 食べ尽くし旅 前編                                            | 鎌倉・湘南で春が旬の海の幸 食べ尽くし旅 前編                                            |
| 430  | 05月05日 | あじのねぎみそ焼き                                                                      | 漁や                                                                                    |                                                                                         |
| 431  | 05月06日 | 鎌倉・湘南で春が旬の海の幸 食べ尽くし旅 後編                                            | 鎌倉・湘南で春が旬の海の幸 食べ尽くし旅 後編                                            | 鎌倉・湘南で春が旬の海の幸 食べ尽くし旅 後編                                            |
| 431  | 05月06日 | はまぐりだしの炊き込みご飯                                                              | 漁師めし                                                                                |                                                                                         |
| 432  | 05月12日 | ポークライス                                                                            | 軽食&ラーメン メルシー                                                                  | 香ばしさ広がるワセメシ                                                                  |
| 433  | 05月19日 | 大根と鶏もも肉の煮物 卵巾着入り                                                         | 牛若丸                                                                                  | 美味のクリーンアップトリオ                                                              |
| 434  | 05月20日 | 豚肉と紅しょうが天                                                                      | 居酒屋くろ兵衛                                                                          | お好み焼き風味の楽しいおつまみ                                                          |
| 435  | 05月26日 | オムライス                                                                              | ア・ヴォートル・サンテ・エンドー                                                        | ふっくら、しっとり、旨味が濃い!                                                         |
| 436  | 06月02日 | しらすとかぶの混ぜご飯                                                                  | とめ丸ブルース                                                                          | 食感と塩味の妙!                                                                         |
| 437  | 06月03日 | 黒酢酢豚                                                                                | スタンドキッチンルポン                                                                  | サクフワの新味!レモンサワーに合う!                                                      |
| 438  | 06月09日 | ハンバーグ                                                                              | 洋食 プクプク亭                                                                         | 香ばしく、鮮烈。                                                                        |
| 439  | 06月16日 | 海鮮おかゆ                                                                              | 味の萬楽                                                                                | 手間の分だけ美味しくなる。                                                              |
| 440  | 06月17日 | 気ままに植呑み                                                                          | 気ままに植呑み                                                                          | 気ままに植呑み                                                                          |
| 441  | 06月23日 | ゴーヤーチャンプルー                                                                    | 沖縄料理 島                                                                             | ほろ苦さが生きている!                                                                   |
| 442  | 06月24日 | 海鮮茶漬け                                                                              | 海鮮居酒屋 酒喰洲                                                                       | 海が詰まってる!                                                                         |
| 443  | 06月30日 | ホイコーロー                                                                            | 天龍                                                                                    | キャベツの絶妙!                                                                         |
| 444  | 07月01日 | いわしのなめろう                                                                        | いわし料理 大松                                                                         | 香り高く、風味豊か                                                                      |
| 445  | 07月07日 | ロースしょうが焼き                                                                      | 共栄軒                                                                                  | 甘辛ダレ、最強!                                                                         |
| 446  | 07月08日 | あじのガリ巻き                                                                          | もがみや                                                                                | 香りとあじの一体感!                                                                     |
| 447  | 07月15日 | マカロニサラダ                                                                          | 航旅莉屋                                                                                | 山盛り食べたい!                                                                         |
| 448  | 07月21日 | 粋で通なハシゴ酒!正蔵師匠と飲み歩きSP 前編                                              | 粋で通なハシゴ酒!正蔵師匠と飲み歩きSP 前編                                              | 粋で通なハシゴ酒!正蔵師匠と飲み歩きSP 前編                                              |
| 449  | 07月22日 | 粋で通なハシゴ酒!正蔵師匠と飲み歩きSP 後編                                              | 粋で通なハシゴ酒!正蔵師匠と飲み歩きSP 後編                                              | 粋で通なハシゴ酒!正蔵師匠と飲み歩きSP 後編                                              |
| 450  | 07月28日 | オムレツ                                                                                | かしを食堂                                                                              | ふわり懐かしい味わい                                                                    |
| 451  | 08月04日 | お弁当開発                                                                              | 手作り惣菜 なかむら                                                                     | コラボ弁当「茶色は正義」                                                                |
| 452  | 08月05日 | ピーマン餃子                                                                            | 吉春                                                                                    | 香り高く 食感豊か                                                                       |
| 453  | 08月11日 | 鶏の柚庵焼き                                                                            | 四季膳                                                                                  | しっとり香り高く                                                                        |
| 454  | 08月12日 | ロゼッタ                                                                                | トラットリア・チャオロ                                                                  | 軽やかに滑らかに                                                                        |
| 455  | 08月18日 | やわらかたこの甘辛煮                                                                    | ブンカ堂                                                                                | 噛むほどに旨味が増す                                                                    |
| 456  | 08月19日 | 汁なし坦々麺                                                                            | 松の樹                                                                                  | 鮮烈な旨味!                                                                             |

## 放送時間
- 月 - 金 19:00 - 19:30
- 2022年4月4日からは月 - 金 18:00 - 18:30
  - 本放送の週と再放送の週がある。
- 2022年10月5日からは水 - 金 18:00 - 18:30
  - 2023年4月13日まで木曜日が本放送、水曜日・金曜日が再放送のパターンが基本となっていた。
  - 2023年4月21日から2024年3月28日まで金曜日が本放送、水曜日・木曜日が再放送のパターンが基本となっていた。
- 2024年4月1日からは月 - 木 18:00 - 18:30
  - 2024年4月1日から月曜日・火曜日が本放送、水曜日・木曜日が再放送のパターンが基本となっている。

- 月 - 金 7:30 - 8:00【再放送】

※過去に2020年10月11日から2021年03月28日までは日曜21:00 - 21:30に「今週のおかわり」と称した一週間の総集編を放送していた。

### 地上波での遅れネット
| 放送対象地域 | 放送局                    | 系列           | 放送時間                      | ネット開始時期 |
| ------------ | ------------------------- | -------------- | ----------------------------- | -------------- |
| 福島県       | 福島テレビ（FTV）         | フジテレビ系列 | 月曜 10:20 - 10:50            | 不明           |
| 富山県       | 富山テレビ（BBT）         | フジテレビ系列 | 水曜 1:35 - 2:05 （火曜深夜） | 2021年4月      |
| 広島県       | テレビ新広島（TSS）       | フジテレビ系列 | 水曜 15:15 - 15:45            | 2021年1月4日   |
| 愛媛県       | テレビ愛媛（EBC）         | フジテレビ系列 | 木曜 15:15 - 15:45            | 不明           |
| 高知県       | 高知さんさんテレビ（KSS） | フジテレビ系列 | 不定期放送                    |                |
| 山梨県       | テレビ山梨（UTY）         | TBS系列        | 不定期放送                    | 2021年6月末    |

## 特別番組
- 『地球に感謝 開店!?植野食堂』（SDGs特別番組）
  - 放送時間：2022年3月13日(日) 20:00 - 20:55
  - ゲスト：市村正親

## BS5局との連動
2021年3月20日（土/春分の日）13:30 - 14:30放送の民放BS5局リレー特番第2弾『バナナマンのBSはササルTV ズブズブスペシャル!』を放送。
トップバッターテーマは「食」
総合MC
- バナナマン（設楽統・日村勇紀） - YOUは何しに日本へ Classic、バナナマンのせっかくグルメ!!傑作選

アシスタント
- 山崎夕貴（フジテレビアナウンサー）

他局ゲスト
- 杉浦太陽 - 旬感レシピ（BS日テレ）
- 新井恵理那 - 美女と焼肉（BS朝日）
- 玉袋筋太郎 - 町中華で飲ろうぜ（BS-TBS）
- 武田梨奈 - ワカコ酒（BSテレ東）

## スタッフ
- 構成：すずきB、つだちえこ、牧昭吾
- 撮影：宮下靖弘、阪本祐介、谷口和己、高橋晋、金子圭太郎、竹本真也、吉岡稔 他
- VE：赤松比呂志、上野篤史、山崎生一、千田優奈、千葉康弘 他
- EED：木村信彦、新井山美香、石塚詩絵里、佐藤洋人、有竹克馬、中川直喜、佐々木春香、加藤さくら、松浦知里、高島一輝 他
- MA：泉英理奈
- 音響効果：山口晃司、水口雄貴、板倉美樹
- フードコーディネーター：梶山葉月、松山綾子
- 協力：dancyu
- 広報：茨木紗希、木内真子
- タイトル：佐藤利樹
- 制作スタッフ (演出補)：稲津元気、荒井聡美、栗島龍生、平良木遥斗
- AP：吉野京
- TK：池田美香、佐藤桃子
- 編成：山中弘明（以前はプロデューサー）
- 日曜版ディレクター：加藤誠
- 演出：山下俊一、山﨑清太、花枝裕樹、上田大輔、森山菜央子、河本剛史、高橋真二、神山達也
- 総合演出：尾形征輝
- プロデューサー：風間直美
- 制作協力：共テレ
- 制作著作：BSフジ

## 挿入曲
Show Business (Dave O'brien)
植野が街歩きするシーンで使用